# Jigsaw Puzzle
«Jigsaw Puzzle» (иногда пишется как «Jig-Saw Puzzle») — песня группы the Rolling Stones, выпущенная в 1968 году на альбоме Beggars Banquet.
Песня написана Миком Джаггером и Китом Ричардсом. «Jigsaw Puzzle» одна из самых длинных песен на альбоме, она короче «Sympathy for the Devil» всего на 10 секунд.
Некоторые части сессионных записей доступны на бутлегах, на них Мик Джаггер играет на акустической гитаре, Кит Ричардс на слайд-гитаре, Чарли Уоттс на барабанах, Билл Уаймэн на бас гитаре и Ники Хопкинс на пианино. На альбомной версии, Кит Ричардс играет на акустической и слайд-гитаре, Брайан Джонс извлекает характерный «скулящий» звук, играя на меллотроне в конце песни. Песня никогда не исполнялась группой на живых выступлениях.